# Indicator
Indicator é um género de ave piciforme da família Indicatoridae, que compreende onze espécies de indicadores.
Este género contém as seguintes espécies:
- Indicador-miudinho, (Indicator pumilio)
- Indicador-pequeno-de-rosto-liso, (Indicator willcocksi)
- Indicador-pequeno-pálido, (Indicator meliphilus)
- Indicador-pequeno-da-pinta-branca, (Indicator exilis)
- Indicador-pequeno-de-bico-grosso, (Indicator conirostris)
- Indicador-pequeno-da-cabeça-cinzenta, (Indicator minor)
- Indicador-malhado-oliváceo, (Indicator maculatus)
- Indicador-malhado-castanho, (Indicator variegatus)
- Indicador-de-dorso-amarelo, (Indicator xanthonotus)
- Indicador-malaio, (Indicator archipelagicus)
- Indicador-grande, (Indicator indicator)